# San Felice a Cancello
San Felice a Cancello ist eine italienische Gemeinde (comune) mit 16.821 Einwohnern (Stand 31. Dezember 2023) in der Provinz Caserta in Kampanien. Die Gemeinde liegt etwa 14 Kilometer südöstlich von Caserta und etwa 30 Kilometer nordöstlich von Neapel inmitten des Valle di Suessola. In der Nähe erhebt sich der Berg Sant'Angelo a Palombara (661 m) am Rande des Parco Regionale del Partenio. Die Gemeinde grenzt an die Metropolitanstadt Neapel.

## Geschichte
Die Gegend war bereits ab dem 5. Jahrhundert vor Christus durch die Samniter besiedelt. Eine hiesige Kapelle, die dem Märtyrer und Bischof Felix von Nola geweiht war, ist für das 10. Jahrhundert nachgewiesen. Viele Jahre waren die Orte abhängig von der Herrschaft in Arienzo.

## Verkehr
Die Gemeinde erstreckt sich entlang der Bahnlinie von Rom nach Neapel in nordost-südwestlicher Richtung. Vom Bahnhof in Cancello aus bestehen weiterhin Verbindungen nach Avellino und nach Benevento.
Am Ortsteil Cancello führt auch die Autostrada A 30 von Caserta / San Marco Evangelista nach Salerno / Mercato San Severino vorbei. Nördlich der Gemeinde führt die Strada Statale 7 von Caserta / Maddaloni nach Benevento.

## Persönlichkeiten
- Pietro Terracciano (* 1990), Fußballspieler